# Competições de futebol da Região Centro-Oeste do Brasil
Esta é uma lista com as competições de futebol que foram realizadas na região Centro-Oeste do Brasil.
A primeira competição deste cunho foi a Copa Brasil Central, realizada em 1967 e 1969, a primeira edição contou com clubes de Goiás e do recém inaugurado Distrito Federal, já a segunda edição contou com clubes de Goiás, Minas Gerais e São Paulo.
O Torneio Centro-Oeste foi realizado em 1976, 1981 e 1984. A edição de 1976 contou com times de todo Centro-Oeste, além de Minas Gerais e Rio de Janeiro. As edições de 1981 e 1984 contaram apenas com times de Goiás e do Distrito Federal.
A Copa Centro-Oeste foi realizado entre 1999 e 2002, teve uma importância adicional que seus predecessores não tiveram, ela selecionava a equipe que disputaria a Copa dos Campeões da CBF, que por sua vez indicaria mais um time brasileiro na Copa Libertadores. Na edição de 1999, além de equipes pertencentes à região Centro-Oeste, participaram também equipes do Tocantins, Espírito Santo (com apenas um representante) e de Minas Gerais, inclusive com o Cruzeiro sagrando-se campeão. Mas com a criação da Copa Sul-Minas em 2000, as equipes mineiras deixaram de participar do torneio.
Em 2014, os times da região Centro-Oeste voltaram a participar de uma competição regional ou, mais especificamente, inter-regional, a Copa Verde, competição que também conta com clubes da Região Norte e do Espírito Santo.
As duas primeiras competições não possuem organização ou oficialidade clara, sendo escassas as fontes ao respeito. O mais provável é o caráter amistoso de ambas. No site do Goiânia, a Copa Brasil Central é listada em meio a certames amistosos, sob a rúbrica "outras conquistas".
O Torneio Centro–Sul de 1969 foi uma competição inter-regional e por isso não é listada. O grupo A reunia Anápolis-GO, Mixto-MT, Ipiranga-GO e Operário-MT (ordem em que findaram no grupo); B era sudestino e C sulista. A competição não foi conclusa.

## Títulos

### Por equipe
|  | Campeões de competições regionais do Centro-Oeste. |

| Clube               | Títulos               | Vices                | 3º lugar        | 4º lugar       |
| ------------------- | --------------------- | -------------------- | --------------- | -------------- |
| Goiás               | 3 (2000, 2001 e 2002) | 1 (1969)             | 1 (1976)        | 0              |
| Gama                | 1 (1981)              | 1 (2002)             | 1 (2001)        | 0              |
| Goiânia             | 1 (1967)              | 1 (1981)             | 0               | 0              |
| XV de Piracicaba    | 1 (1969)              | 0                    | 0               | 0              |
| Cruzeiro            | 1 (1999)              | 0                    | 0               | 0              |
| Guará               | 1 (1984)              | 0                    | 0               | 0              |
| Mixto               | 1 (1976)              | 0                    | 0               | 0              |
| Vila Nova           | 0                     | 3 (1999, 2000, 2001) | 2 (1981 e 1984) | 1 (2002)       |
| Brasília            | 0                     | 1 (1984)             | 0               | 1 (1981)       |
| Ipiranga            | 0                     | 1 (1967)             | 0               | 0              |
| Itumbiara           | 0                     | 1 (1976)             | 0               | 0              |
| Atlético Goianiense | 0                     | 0                    | 1 (1967)        | 0              |
| Uberlândia          | 0                     | 0                    | 1 (1969)        | 0              |
| Atlético Mineiro    | 0                     | 0                    | 1 (1999)        | 0              |
| São Mateus          | 0                     | 0                    | 1 (2000)        | 0              |
| Comercial-MS        | 0                     | 0                    | 1 (2002)        | 0              |
| Operário FC         | 0                     | 0                    | 0               | 2 (1976, 1999) |
| Uberaba             | 0                     | 0                    | 0               | 1 (1969)       |
| Juventude-MT        | 0                     | 0                    | 0               | 1 (2000)       |
| Serra               | 0                     | 0                    | 0               | 1 (2001)       |

### Por federação
| Estado             | Títulos | Vices | 3º lugar | 4º lugar |
| ------------------ | ------- | ----- | -------- | -------- |
| Goiás              | 4       | 6     | 5        | 2        |
| Distrito Federal   | 2       | 2     | 1        | 2        |
| Minas Gerais       | 1       | 1     | 1        | 0        |
| Mato Grosso        | 1       | 0     | 0        | 3        |
| São Paulo          | 1       | 0     | 0        | 1        |
| Espírito Santo     | 0       | 0     | 1        | 1        |
| Mato Grosso do Sul | 0       | 0     | 1        | 0        |

## Participações dos clubes
Um total de 42 clubes já participaram dos regionais do Centro-Oeste desde a sua primeira edição, em 1967. O Vila Nova é o clube recordista em participações: 8 no total, o clube goiano só não participou da primeira edição da Copa Brasil Central.
A tabela a seguir apresenta todos os clubes que participaram dos torneios que compõe os Regionais do Centro-Oeste.
| Clube               | Participações na Copa Brasil Central (1967/1969) | Participações no Torneio Centro-Oeste (1976/1981/1984) | Participações na Copa Centro-Oeste (1999-2002) | Total de participações (1967-2002) |
| Vila Nova           | 1                                                | 3                                                      | 4                                              | 8                                  |
| Atlético Goianiense | 2                                                | 3                                                      | —                                              | 5                                  |
| Goiás               | 1                                                | 1                                                      | 3                                              | 5                                  |
| Gama                | —                                                | 1                                                      | 3                                              | 4                                  |
| Goiânia             | 2                                                | 2                                                      | —                                              | 4                                  |
| Anapolina           | 1                                                | 1                                                      | 1                                              | 3                                  |
| Brasília            | —                                                | 3                                                      | —                                              | 3                                  |
| Comercial-MS        | —                                                | 1                                                      | 2                                              | 3                                  |
| Juventude-MT        | —                                                | —                                                      | 3                                              | 3                                  |
| Anápolis            | —                                                | 2                                                      | —                                              | 2                                  |
| Operário FC         | —                                                | 1                                                      | 1                                              | 2                                  |
| Interporto          | —                                                | —                                                      | 2                                              | 2                                  |
| Palmas              | —                                                | —                                                      | 2                                              | 2                                  |
| São Mateus          | —                                                | —                                                      | 2                                              | 2                                  |
| Serra               | —                                                | —                                                      | 2                                              | 2                                  |
| Sobradinho          | —                                                | 2                                                      | —                                              | 2                                  |
| Uberaba             | 1                                                | 1                                                      | —                                              | 2                                  |
| America             | —                                                | 1                                                      | —                                              | 1                                  |
| América Mineiro     | —                                                | —                                                      | 1                                              | 1                                  |
| América-SP          | 1                                                | —                                                      | —                                              | 1                                  |
| Araxá               | 1                                                | —                                                      | —                                              | 1                                  |
| Atlético Mineiro    | —                                                | —                                                      | 1                                              | 1                                  |
| Bandeirante-DF      | —                                                | —                                                      | 1                                              | 1                                  |
| Brasiliense         | —                                                | —                                                      | 1                                              | 1                                  |
| Colombo             | 1                                                | —                                                      | —                                              | 1                                  |
| CRAC                | 1                                                | —                                                      | —                                              | 1                                  |
| Cruzeiro            | —                                                | —                                                      | 1                                              | 1                                  |
| Defelê              | 1                                                | —                                                      | —                                              | 1                                  |
| Dom Bosco           | —                                                | 1                                                      | —                                              | 1                                  |
| Dom Pedro           | —                                                | —                                                      | 1                                              | 1                                  |
| Guará               | —                                                | 1                                                      | —                                              | 1                                  |
| Ipiranga            | 1                                                | —                                                      | —                                              | 1                                  |
| Mixto               | —                                                | 1                                                      | —                                              | 1                                  |
| Itumbiara           | —                                                | 1                                                      | —                                              | 1                                  |
| Ivinhema            | —                                                | —                                                      | 1                                              | 1                                  |
| Operário-MS         | —                                                | 1                                                      | —                                              | 1                                  |
| Taguatinga          | —                                                | 1                                                      | —                                              | 1                                  |
| Tiradentes-DF       | —                                                | 1                                                      | —                                              | 1                                  |
| Uberlândia          | 1                                                | —                                                      | —                                              | 1                                  |
| Ubiratan            | —                                                | —                                                      | 1                                              | 1                                  |
| Villa Nova          | —                                                | —                                                      | 1                                              | 1                                  |
| XV de Piracicaba    | 1                                                | —                                                      | —                                              | 1                                  |

| \| \| Clubes que participaram de todas as edições da respectiva competição \| |                                                                      |
|                                                                               | Clubes que participaram de todas as edições da respectiva competição |